# Thomas Sackville, I conte di Dorset
Thomas Sackville, I conte di Dorset (Withyham, 1536 – Westminster, 19 aprile 1608) è stato un politico, poeta e drammaturgo inglese, Lord gran tesoriere dal 1599 fino alla sua morte.

## Biografia
Thomas Sackville nacque a Buckhurst, nella parrocchia di Withyham, nel Sussex. Sua madre Winifrede era la figlia di Sir John Bridges, Lord sindaco di Londra, mentre suo padre era il membro del parlamento Richard Sackville, cugino di Anna Bolena. Studiò al St John's College dell'Università di Cambridge e all'Hertford College dell'Università di Oxford, prima di perfezionare gli studi giuridici all'Inner Temple, dove fu chiamato alla barra. Nel 1555 Thomas Sackville sposò Cicely Baker, figlia di Sir John Baker. La coppia ebbe sette figli.
Fu eletto alla Camera dei Comuni nel 1558 come cavaliere della contea di Westmorland, mentre nel 1559 fu eletto per il collegio elettorale dell'East Grinstead, mentre nel 1563 ottenne invece la carica presso il collegio di Aylesbury. Nel 1561 fu, insieme a Thomas Norton, autore della tragedia Gorboduc, portata in scena davanti alla regina; l'opera viene considerata la prima tragedia in blank verse della letteratura inglese e un precursore del popolare genere della tragedia di vendetta. Nel 1563 contribuì all'antologia poetica The Mirror for Magistrates con la poesia "Complaint of Henry, Duke of Buckingham".
Nel 1566 viaggiò a Roma in un momento di grande tensione politica tra la corona inglese e il papato; durante il viaggio Sackville fu arrestato e detenuto per quattordici giorni per motivi ignoti. La morte del padre nello stesso anno lo spinse a ritornare in patria, dove nel 1567 divenne barone di Buckhurst. Nel 1571 fu inviato alla corte di Francia per portare le felicitazioni di Elisabetta I per le nozze tra Carlo IX ed Elisabetta d'Asburgo, con il compito anche di negoziare un'alleanza tra la corona inglese e il fratello del re francese, Francesco Ercole di Valois.
Nel 1572 fu tra i pari del regno che processarono Thomas Howard, IV duca di Norfolk, mentre nel 1586 ebbe il compito di comunicare a Maria di Scozia la sua sentenza di morte dopo l'approvazione del parlamento inglese. Nel 1587 fu ambasciatore nella Repubblica delle Sette Province Unite, ma la sua missione diplomatica non ebbe successo e Sackville incorse nelle ire della regina d'Inghilterra, che lo fece confinare nella sua abitazione per nove o dieci mesi. Il disappunto di Elisabetta I fu di breve durata e nel 1588 Sackville fu insignito dell'ordine della giarrettiera e mandato in missione diplomatica nei Paesi Bassi per un anno.
Nel 1591 fu nominato cancelliere dell'Università di Oxford, mentre nel 1599 successe a William Cecil, I barone Burghley come Lord gran tesoriere, una carica che svolse abilmente fino alla morte. Nel 1601, in qualità di High steward, pronunciò la sentenza capitale di Robert Devereux, II conte d'Essex. Dopo l'ascesa al trono inglese di Giacomo I, Sackville fu riconfermato come Lord tesoriere e nel 1604 fu nominato primo conte di Dorset.
Morì improvvisamente all'età di settantuno o settantadue anni durante una riunione di gabinetto, presumibilmente stroncato da un colpo apoplettico.